# Бучум

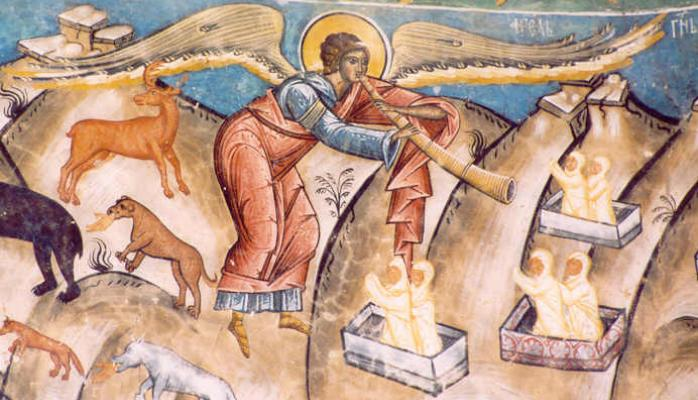
Ангел судного дня з бучумом, монастир Воронець, 1550

Бу́чум (рум. bucium, варіант: бучін, рум. bucin) та його різновиди ту́лнік (рум. tulnic) і три́мбіца (трембіца, рум. trâmbiță) — традиційні духові інструменти, поширені в румунських Карпатах. Бучум — натуральна дерев'яна труба довжиною до 3 метрів з циліндричним каналом, видовбаним способом повздовжнього розколу, відтворює натуральний звукоряд, заснований на обертонах — від 4-ї до 16-ї гармоніки.
Спочатку ці інструменти використовували пастухи для подачі сигналів, але згодом їх застосовували також у військових цілях, а в північних регіонах — у похоронних обрядах. Музика та сигнали, що виконуються на бучумі, належать до найдавнішого шару румунського фольклору — поряд із дойнами, похоронними обрядами та дитячим фольклором.
Існує п'ять різновидів бучума, що відрізняються за формою труби. Подібні інструменти зустрічаються у багатьох європейських народів — трембіта, альпійський горн, фуяра-тромбита, лігавка, лур, неверлур — а також в інших регіонах світу.

## Історія
Слово «бучум» походить від лат. bucinum — буцини, мідного духового інструмента давньоримської армії. Назва «тримбіца» пов'язана зі староверхньонімецьким trumpa (ріг, труба). Існує припущення, що предком подібних інструментів міг бути етруський і римський літуус, хоча свідчення безперервного зв'язку між ними відсутні. Також висувалося припущення, що схожість у виготовленні та використанні довгих пастуших рогів, а також їхнє широке поширення може бути пов'язане з їхнім виникненням серед посткельтських народів епохи Великого переселення народів. Археологічні дані свідчать про присутність кельтських племен на території сучасної Румунії у IV—I століттях до н. е., а також про контакти між кельтами й даками. У цьому контексті деякі дослідники відзначають схожість так званого дакійського дракона — військового штандарта й духового інструмента — з кельтським бойовим рогом карніксом.

Історичні джерела XV—XVII століть згадують бучуми і тримбіци — імовірно, дерев'яні роги та металеві військові труби, які використовувалися на святах і для передавання військових сигналів. Господар Молдови Штефан Великий використав бучуми й тримбіци для внесення сум'яття в турецьке військо у Васлуйській битві 1475 року:
«…Штефан-воєвода приставив небагато воїв край лугу над Бирладом, аби обманули [ворога] голосами бучумів й тримбіц, подаючи знак до війни. Тоді турецьке військо, почувши поклик бучумів, повернуло назад, — а тут їм завадою і вода, і луг, і мла, що застеляла очі; й почали вони пробиватись крізь луг, ломлячи стрій, аби дістатися до поклику бучумів. А з тилу Штефан-воєвода з приготованим військом їх ударив… де й місця не було, щоби лад навести чи стати до бою, — так що вони самі себе рубали й нищили……»

Оригінальний текст (рум.)
Ștefan Vodă tocmise puțini oameni despre lunca Bârladului, ca să-i amăgească cu buciune și trâmbițe, dând semn de războiu. Atuncea oastea turcească întorcându-se la glasul buciunelor, și împiedecându-i și apa și lunca, și acoperindu-i și negura, tăind lunca și sfărămând ca să treacă la glasul bucinilor, iară dindărăt Ștefan Vodă cu oastea tocmită i-au lovit… unde nici era loc de a-și tocmire oastea, nici de a se îndireptare, ci așa, ei în de sine tăindu-se…— Simion Dascălul, 1916, с. 57
На зовнішній фресці церкви в монастирі Воронець (Буковина, 1550 рік) зображений ангел судного дня, що трубить у бучум.
У 1631 (або 1632) році Пауль Страсбург (1595—1654), посланник короля Швеції, на шляху до Константинополя був прийнятий у Валахії господарем Леоном Томшею. У своєму звіті королю Густаву Адольфу він зазначає, що обіду, даному на його честь, передували звуки рогів і труб (лат. cornua & tubæ).

## Сучасність

Бучум, 1965

Тулнік, Апусень, 1965

Інструмент зберігся у пастухів у північній частині Мунтенії (регіони Пітешть, Плоєшть і гори Вранча), де він називається бучум або бучен (рум. bucen); в горах Таркеу, Бистрицьких горах та горах Родна — бушін (рум. bușin) або тримбіця; в горах Оашу і Марамуреша — тримдіта, тримбіта або тримгіта (рум. trâmdită, trâmbitâ, trâmghită); в горах Апусень — тулнік; у Західній Молдові та у Буковині — бучум і тримбіця.
Подібно до інших елементів румунського музичного фольклору, сфера традиційного використання бучумів поступово звужується, водночас розширюється їхнє сценічне застосування.
Уже за радянських часів удосконалений бучум входив до складу оркестрової групи Ансамблю пісні та танцю МРСР. У сучасній Республіці Молдова бучум і тримбіцу зараховують до культурного надбання країни.
Корпус мелодій для бучума опубліковано в монографії Корнеліу Джорджеску «Пастуший репертуар. Сигнали бучума. Музична типологія та корпус мелодій» 1987 року.

## Конструкція та звук

### Виготовлення бучумів

Тримбіца, Сучава, Буковина, 1965.

Бучум виготовляється з поздовжньо розколотого стовбура ялини, клена, ясеня, липи або ліщини. Після ретельного висушування деревину розколюють навпіл, видовбують серцевину, а потім половинки склеюють, утворюючи трубу. Отриманий виріб по всій довжині обгортається молодою корою вишні, берези або липи та місцями зміцнюється дерев'яними, рідше — металевими кільцями. На півночі Молдови та півночі Трансильванії дерев'яні бучуми трапляються дедалі рідше, поступаючись місцем подібним інструментам, виготовленим із бляхи в міських майстернях.
Всі типи бучуму, за винятком тулніка, оснащуються дерев'яним мундштуком, що нагадує трубний. Тулнік завжди прямий і конічний, виготовляється з ялини, зміцнюється кільцями з верби та використовується без мундштука.
Довжина бучуму коливається від 1,3 до 3 метрів. За формою розрізняють п'ять основних типів інструмента:
Прямі:

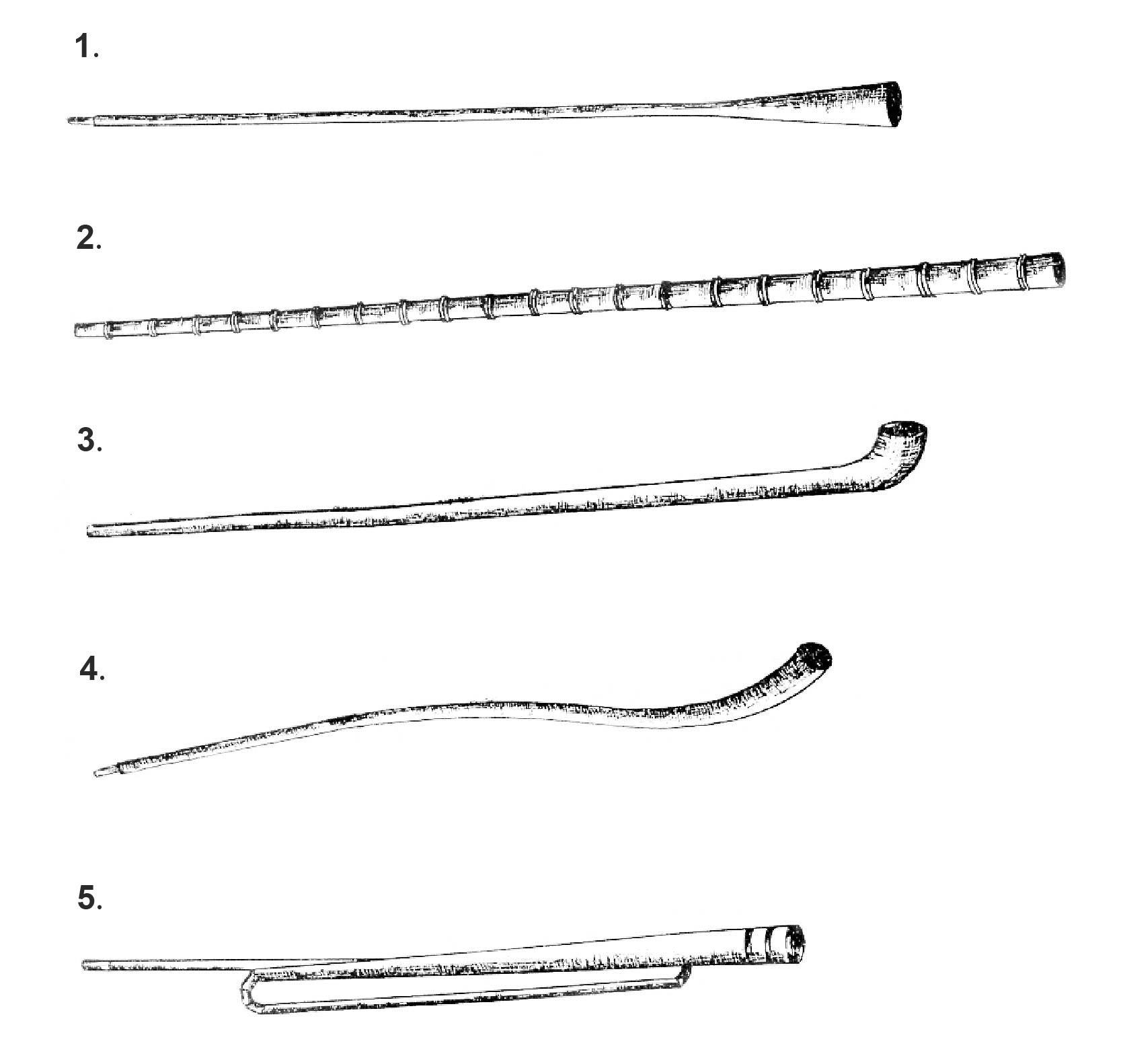
Бучум — п'ять типів.

1. Прямий циліндричний корпус, трохи розширений на кінці, виготовлений з дерева або жерсті (Північна Трансильванія, Буковина).
2. Прямий конічний корпус, виготовлений з дощок ялини, скріплених дерев'яними кільцями (тулнік, гори Апусень).

Вигнуті:
1. Конічний корпус, що розширюється і вигинається донизу, нагадує курильну трубку. Виготовляється з дерева та жерсті (Північна Молдова).
2. Короткий циліндричний корпус, нижня частина злегка вигнута та розширена. Виготовляється з дерева (Мунтенія та південь Молдови).
3. Циліндричний корпус, двічі закручений спіраллю, на зразок військового горна. Виготовляється із жерсті (Буковина).

### Звукові особливості
Бучум належить до натуральних духових інструментів. Він може видавати лише обертони основного тону.
- Тулнік (гори Апусень) зазвичай використовує обертони 4—8.
- Бучуми Мунтенії та півдня Молдови (гори Вранча) — обертони 3—9.
- Тримбіці Оаша, Марамуреша, Буковини та північної Молдови — обертони 6—12 та 16.

Виконавці рідко використовують весь діапазон інструменту, обмежуючись лише тими тонами, які необхідні для традиційних сигналів у цій місцевості.

## Гра на інструменті

### Техніка виконання
Перед тим як грати на дерев'яних бучумах, якщо вони не обгорнуті в кору, їх ретельно змочують водою, щоб дерево набухло, і ріг не мав небажаних щілин.
Інструмент тримають обома руками або встановлюють на опору. Бучум із північної Молдови, за формою схожий на курильну трубку, зазвичай встановлюється нижнім кінцем на землю — подібно до альпійського горна. Виконавець, стоячи, спрямовує потік повітря в мундштук при щільно стиснених губах. Під час гри бучум підіймають і опускають, рухають ним півколом справа наліво і навпаки. Звук добувається за допомогою зміни напруги губ — техніка подібна до гри на мисливському розі.
Для порівняння, опис техніки гри на альпійському горні: гра здійснюється шляхом правильного формування губного апарату (амбушура): губи стискаються і натягуються, а мундштук розміщується у визначеному положенні. Мова контролює швидкість повітряного потоку, звужуючи порожнину рота для збільшення швидкості повітря. Для низьких тонів мова і губи розслаблені, для високих — мова підіймається, губи натягуються сильніше. Під час гри амбушур залишається стабільним, змінюється лише напруження губ для регулювання висоти звуку. Крім того, нахили та повороти інструмента допомагають точніше добирати обертони.

### Навчання
Навчання гри на бучумі — складний процес, що вимагає певних фізичних навичок і витривалості. Більшість народних музикантів повідомляли дослідникам, що навчання починалося з раннього віку — приблизно з 6—10 років. У деяких випадках використовувалися інструменти меншого розміру. У регіоні Апусень виготовлення невеликих тулніків спеціально для дітей було поширеною практикою.

## Функції та використання

### Пастуші та військові сигнали

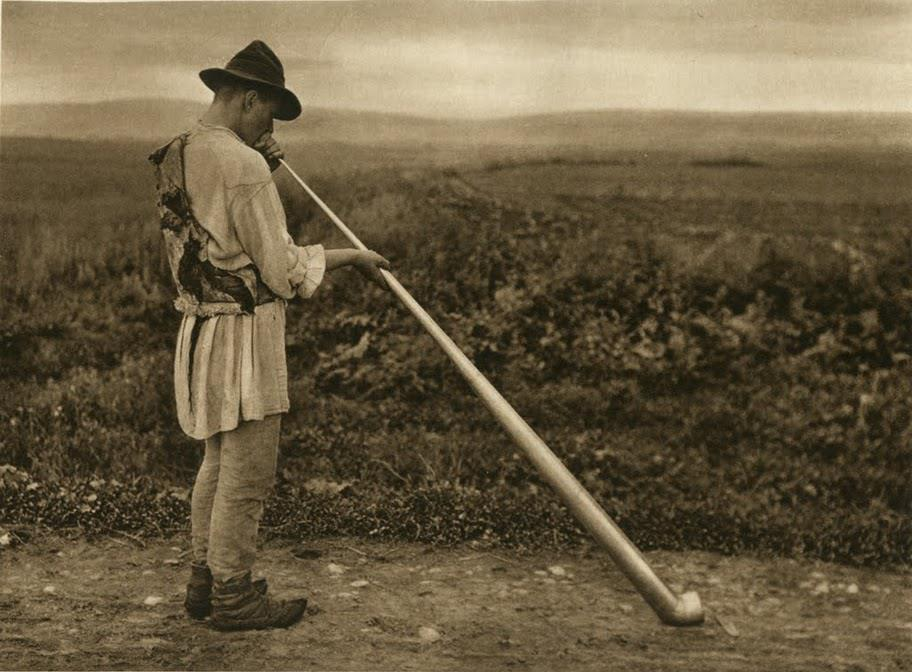
Бучумаш (виконавець на бучумі). Фотограф (1933)

Репертуар пастуха складається з сигналів і пісень, що виконуються на бучумах, тилинках, флуєрах або чімпоях. Сигнал бучума подається зі стаї, пастухи, що знаходяться далеко, можуть відповідати за допомогою тилинки, найпростішої дерев'яної флейти без отворів і свистка. Сигнал бучума зі стаї допомагав чабанам знайти зворотний шлях у тумані.
На бучумі виконуються в основному пастуші сигнали. Так, чабани в Мунтенії грають «De oi», «Cântec de oi» або «Cântec ciobănesc»; у Молдові — «Cântecul oilor», «Când vin oile», «La făcutul cașului», «Drept di pi munte»; жителі Оаша та Марамуреша — «Horia oilor», «Cântecul oilor», «Ca la oi» або «A oilor»; а в Апусень звучать «A oilor», «Când se suie oile la munte», «A de dimineață», «Când vin oile la muls», «A cașului» і «Când coboară oile de la munte».
Пастухи привчають овець реагувати на певні звукові сигнали, що нерідко мають музичний характер. Так, наприклад, для «Întorsul oilor» (повернення овець) використовується специфічний сигнал, почувши який, розсіяні на пасовищі тварини стрімко збираються навколо пастуха. Процес дресирування відбувається за простою схемою: у момент подачі сигналу помічник пастуха навмисно лякає овець і прямує з ними у бік джерела звуку. Після кількох повторень у тварин формується стійка асоціація між пережитим переляком і відповідним сигналом. У подальшому, почувши цей сигнал, вівці інстинктивно прямують до пастуха, навіть за відсутності зовнішнього подразника.
З давніх-давен, коли за допомогою бучума подавали також військові сигнали, бучума́ші з Края Несеуд все ще пам'ятають мелодії «A lui Bogdan» і «Jalea plăieşilor», які, за переказами, грали після розгрому татар у місці, званому Татарський жолоб (рум. Jgheabul Tătarului) неподалік від села Лешу-Несеуд.

### Ритуальне використання
У традиційній культурі румунських пастухів бучум сприймався не лише як музичний інструмент у сучасному розумінні цього терміна. Подібно до інших звукових засобів народного побуту, таких як било, флуєр, дзвіночки на шиях тварин, тріскачки, бучум мав насамперед утилітарну функцію, тісно пов'язану з магічними уявленнями. Віра в магічну силу звукових сигналів була глибоко вкорінена в народному світогляді, де звук розглядався як засіб захисту, попередження та впливу на навколишній світ.
Жителі Оаша, Марамуреша, Буковини та північної частини Молдови також використовують бучум під час похоронних обрядів. Бучумаші супроводжують похоронну процесію і грають жалобні мелодії («De mort», «După mort», «La mort», «Petrecerea mortului» або «Horia mortului»), особливо коли вмирає молодий чоловік, а іноді — тільки якщо помер пастух.
 Ми оплакуємо тебе з тримбіцею,

 І вся округа ридає…

Te bocim cu trâmbița,

У деяких варіантах балади «Міоріца» пастух просить, щоб його поховали так:
 Флуєр за поясом,

 І тримбіця поряд…

Fluieru după curea,

У пастухів існував давній звичай — у ніч на Святого Георгія обходити стадо, подаючи сигнали бучумом у чотири сторони світу, щоб не допустити стригоїв і відьом до худоби. Вважалося, що звук бучума створює магічне коло, всередині якого ворожнеча та чари втрачають свою силу.
Звукам бучума також приписуються цілющі властивості.

## Регіональні особливості використання бучумів

### Стилістичні зони виконання на бучумі
Румунський та німецький дослідник Готтфрід Габеніхт виокремив три основні стилістичні зони традиційної музики, що виконується на бучумі:
|                  | I. Гори Апусень (Західні Карпати)         | II. Мунтенія і Молдова               | III. Північна Трансильванія та Буковина        |
| ---------------- | ----------------------------------------- | ------------------------------------ | ---------------------------------------------- |
| Діапазон звуків  | Звуки середнього регістру (4–8 обертон)   | Ширший діапазон (3–9 або 10 обертон) | Високий діапазон (6–16 обертон)                |
| Типовий лад      | Простий, на трьох основних звуках         | Багатший, з виразною середньою нотою | Побудований на п'яти-шести звуках              |
| Мелодія          | Імпровізація на простих мотивах           | Характерні «відкриті» мотиви         | Упізнавані формули, що зустрічаються і в співі |
| Форма твору      | Три частини: вступ — основа — завершення  | Довгий вступ, далі коротка основа    | Частини зливаються в єдину імпровізацію        |
| Завершальні ноти | Найчастіше — висока (a¹) або середня (d¹) | Зазвичай — найнижча (d¹)             | Завершення на нижній або середній ноті         |
| Темп             | Швидкий (~148 уд./хв)                     | Середній (~100 уд./хв)               | Повільний (~84 уд./хв)                         |
| Інші особливості | Імітація голосів тварин, грають дівчата   | Довга вступна формула                | Естетичний стиль, дві характерні формули       |

Загальні стилістичні риси музики на пастуших трубах включають використання обмеженої ділянки натурального звукоряду, характерні мелодико-ритмічні формули та мотиви, відносно вільну послідовність цих мотивів, тенденцію до тричастинної форми (типу вступ — основа — завершення) за деякими винятками, а також темп рубато. Ці елементи виявляються по-різному в кожній із зон. 
Причини виникнення таких «стилістичних діалектів» значною мірою є технічними — на відміну від музичних діалектів пісенних жанрів, описаних Белою Бартоком. До них належать відмінності у типах інструментів та їхніх технічних можливостях, а також переважання різних функціональних ролей інструментів у ході історичного розвитку в окремих регіонах.

### Тулнік
Бучум із прямою та конічною трубкою по всій довжині, без мундштука, відомий лише в горах Апусень (Західні Карпати) під назвою тулнік. На тулніку грають переважно молоді дівчата та жінки, виконуючи сигнали, такі як «A găinilor» («Курячий») або «A porcilor» («Свинячий»), за допомогою яких вони скликають своїх курей чи свиней. Переважно ономатопоетичні, ці сигнали імітують кудкудакання курей або хрюкання свиней. Також виконуються різні наспіви та дойни, які іноді отримують назви на честь сіл: «Vidreana», «Albăceana», «Ponoreanca», «Buciumeana» та інші. Бела Барток використав мелодію «Buciumeana» у своїй сюїті «Румунські народні танці».

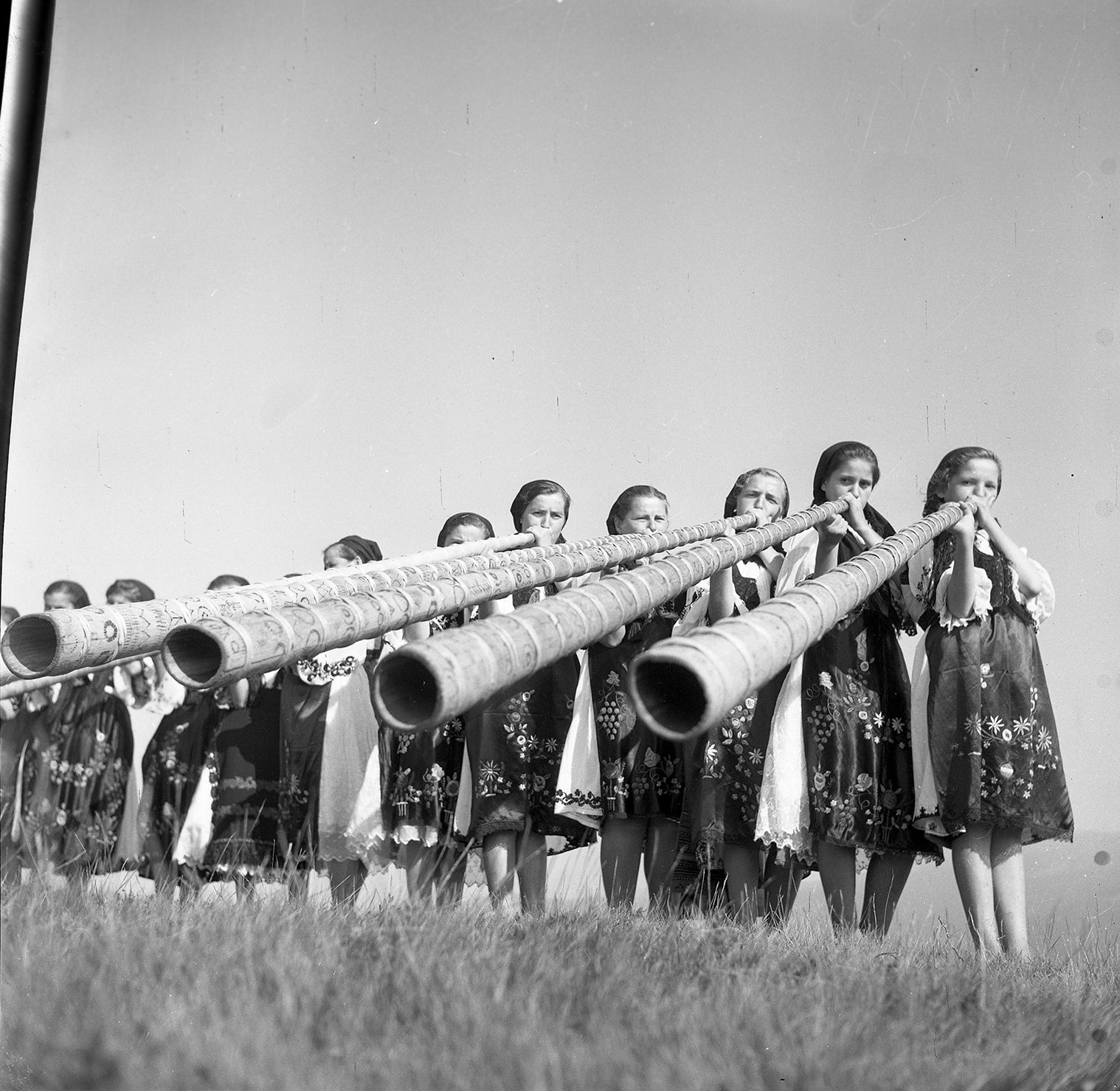
Тулніки в горах Апусень

Уривок з інтерв'ю з Маріаною Глігор, виконавицею на тулніку та носії почесного титулу ЮНЕСКО «Живе людське надбання»:
«Грати на тулніку дуже складно. Я почала вчитися, коли мені було 7 років, на меншому інструменті. На той час у кожному будинку в нашому селі (Відра) був принаймні один тулнік. Тулнік використовувався здебільшого як засіб спілкування між людьми. Для багатьох подій існувало кілька сигналів: заклик стогувати сіно, сигнал для повернення овець, запрошення на посиденьки, сигнал коханому… Були сигнали, що попереджали про різні небезпеки: наближення ворогів, прихід злодіїв, наближення дощу, займання сараю чи будинку… Тулнік використовувався в ті часи, коли ще не було електрики, майже як сучасний телефон. Крім сигналів, були пісні з текстами. Виконувати пісні було складніше, мешканки Країни Моців змагалися, хто з них краще грає на тулніку. Коли я була дівчинкою, мені пощастило жити по сусідству з найвідомішими виконавцями — Йосаною Бад і Марією Тоадер… Не достатньо бути красивою і милою дівчиною, якщо вона погано грала на тулніку…
Вібрація тулніка може виліковувати деякі хвороби. Старі люди здавна знали про це багато, так само як знали замовляння й цілющі трави».

## Польові записи та дискографія
Зібрана дослідниками в різних регіонах колекція записів і транскрипцій традиційної музики на бучумі бере початок із записів Бели Бартока (1910, 1912 та 1913 роки) і Константина Бреїлою (1930-ті роки). Найбільша кількість матеріалів зберігається в архіві Інституту етнографії та фольклору.
Вибрана дискографія:
- Антологія румунської народної музики, студія звукозапису Electrecord[ro][26].
- Rumanian Songs and Dances, студія звукозапису Ethnic Folkways Library[27].
- The Folk Music of Rumania, компіляція Алана Ломакса[en] у серії Columbia World Library of Folk and Primitive Music[28].
- Cântece de tulnic din Țara Moților — Маріа Ана Глігор і гурт Apuseni, компакт-диск з польовими записами[29].

Перші три збірки, до яких входить і музика для бучума поряд з іншими жанрами румунського фольклору, були підготовлені етномузикологом Тіберіу Александру на основі матеріалів Інституту етнографії та фольклору.

## Символіка бучума
Дієслово бучума́ (рум. buciuma, грати на бучумі) набуло також значення «оголошувати, сповіщати щось».
Поет і політичний активіст, прихильник об'єднання князівств Валахія і Молдова, Цезар Боліак, перебуваючи у вигнанні в Парижі після Революції 1848 року, створив 1857 року політико-літературний журнал Buciumul («Бучум»), а 1858 року, повернувшись до Валахії, переніс журнал на батьківщину. Починаючи з 1865 року, журнал виходив під назвою Trompeta Carpaților («Труба Карпат»).
У 1884 році в Бухаресті була створена музична асоціація Buciumul під головуванням вченого та письменника, а також музиканта-аматора Титу Майореску.
Від найменування бучума походять назви багатьох населених пунктів у Румунії (Bucium, Buciumi, Buciumeni…).

## Нотатки
1. ↑  DEXonline.ro, Виконавець на бучумі називається бучума́ш (рум. buciumaș).
2. ↑  Варіанти написання — рум. bucinere, bucinre, bucine, buciune.
3. ↑  рум. ţeve, țâpeică, sughiţă, muştuc
4. ↑  Духовий музичний інструмент без клапанів та ігрових отворів.
5. ↑  Різновид волинки.
6. ↑  Пастуший стан в горах
7. ↑  «Вівчарська», «Пісня про овець», «Пастуша пісня».
8. ↑  «Пісня про овець», «Коли повертаються вівці», «При виготовленні будза», «Спускаючись з гір».
9. ↑  «Дойна про овець», «Пісня про овець», «Як з вівцями», «Вівчарська».
10. ↑  «Вівчарська», «Коли вівці піднімаються в гори», «Ранкова [мелодія]», «Коли вівці приходять на доїння», «[На приготування] будза», «Коли вівці спускаються з гір».
11. ↑  «[Мелодія] Богдана», «Сум гірських стражів».
12. ↑  «Про покійника», «Про покійника», «На похороні», «Проводи покійника», «Дойна про покійника».
13. ↑  В оригіналі: рум. zicală (приказка, прислів'я) та рум. horă (регіональне трансильванське слово, що позначає дойну).

Примітки
1. 1 2  Черных, 1989.
2. 1 2 3  Libin, 2014, с. 423—424.
3. 1 2 3 4 5 6 7  Georgescu, 1987.
4. ↑  etymonline.com.
5. ↑  Libin, 2014, с. 75.
6. ↑  Берчу, 2008.
7. ↑  Pârvan, 1926.
8. ↑  Georgescu, 1987, с. 68.
9. ↑  Strasburgii, 1725.
10. ↑  Ghilaş, 2021.
11. 1 2 3 4 5 6 7 8 9 10 11 12 13 14  Alexandru, 1956.
12. ↑  Ghilaş, 2014.
13. 1 2  Chelcea, 1989, с. 59.
14. ↑  Weber.
15. ↑  Lăcătuş, 1981.
16. 1 2  Alexandru, 1980.
17. ↑  Herţea, 1994.
18. ↑  Antonescu, 2016.
19. 1 2  Mariana Gligor, 2015.
20. 1 2 3  Habenicht, 1967a.
21. 1 2 3  Habenicht, 1967b.
22. ↑  Antokoletz та Susanni, 2011, с. 12.
23. ↑  Mariana Gligor, 2019.
24. ↑  Bartók, 1967.
25. ↑  Bartók, 1975.
26. ↑  discogs.com, 1961.
27. ↑  discogs.com, 1960.
28. ↑  discogs.com, 1963.
29. ↑  Maria Ana Gligor, Grupul "Apuseni".
30. ↑  DEXonline.ro.
31. 1 2  Posluşnicu, 1928, с. 194.

### Додаткова література
- Беров Л. С. Молдавские музыкальные народные инструменты. — Кишинёв, 1964.
- Бучум // Жан Визитиу. Молдавские народные музыкальные инструменты. — Литература артистикэ, 1985. — С. 128—130.
- Вертков К. А. Атлас музыкальных инструментов народов СССР / К. Вертков, Г. Благодатов, Э. Язовицкая; [Ленингр. гос. ин-т театра, музыки и кинематографии]. — 2-е изд., доп. и перераб.. — Москва: Музыка, 1975. — 399 с. ил., нот. ил.; 30.
- Cosma, Octavian Lazăr (1973). Hronicul muzicii românești: Epoca străveche, veche și medievală [Хроніка румунської музики: антична, стародавня та середньовічна епохи] (рум.). Т. 1. București: Editura muzicală a Uniunii compozitorilor.
- Alexandru, Tiberiu (1975). Muzica populară românească [Румунська народна музика] (рум.). București: Editura Muzicală.
- Alexandru, Tiberiu (1978). Folcloristică. Organologie. Muzicologie. Studii [Фольклор. Органологія. Музикознавство. Дослідження] (рум.). Т. 1. București: Editura Muzicală.
- Alexandru, Tiberiu (1980). Folcloristică. Organologie. Muzicologie. Studii [Фольклор. Органологія. Музикознавство. Дослідження] (рум.). Т. 2. București: Editura Muzicală.
- Chiseliță, Vasile (1993). Instrumentele muzicale şi muzica instrumentală în nordul Bucovinei [Музичні інструменти та інструментальна музика у північній Буковині]. Folclor din Ţara Fagilor (рум.). Chișinău: Hyperion: 511—559. ISBN 5-368-01787-1.
- Chiseliță, Vasile (2002). Muzica instrumentală din nordul Bucovinei. Repertoriul de fluier [Інструментальна музика північної Буковини. Репертуар для флуєра] (рум.). Chișinău: Știința. ISBN 9975-67-256-6.
- Chiseliță, Vasile (2009). Repertoriul muzical păstoresc [Пасторальний музичний репертуар]. Arta muzicală a Moldovei. Istorie și modernitate (рум.). Chișinău: Grafema Libris: 235—272. ISBN 978-9975-52-046-1.

### Відео
- Maria Ana Gligor, Grupul "Apuseni". Tulnice în Munții Apuseni. YouTube.{{cite web}}:  Обслуговування CS1: Сторінки з параметром url-status, але без параметра archive-url (посилання)

- Iosana Bud. Cântarea primăverii (tulnic, Vidra, jud. Alba, Țara Moților, 1950s). YouTube. Electrecord.{{cite web}}:  Обслуговування CS1: Сторінки з параметром url-status, але без параметра archive-url (посилання)
- Mariana Gligor (2019). Tezaur Uman Viu. YouTube (рум.). tezaurumanviu.{{cite web}}:  Обслуговування CS1: Сторінки з параметром url-status, але без параметра archive-url (посилання)
- Mariana Gligor. Calls played on the small tulnic – Țara Moților – Romanian Collection. YouTube (англ.). Vanishing Languages and Cultural Heritage (VLACH).{{cite web}}:  Обслуговування CS1: Сторінки з параметром url-status, але без параметра archive-url (посилання)
- Mircea Micu. Signal played with bucium - Moldavian Romanian Collection. YouTube (англ.). Vanishing Languages and Cultural Heritage (VLACH).{{cite web}}:  Обслуговування CS1: Сторінки з параметром url-status, але без параметра archive-url (посилання)
- Viorel Mândrilă. Întorsul oilor (bucium, Bucovina,1965). YouTube. Fabr1s.
- Gales Simion. Trâmbița (Poieni Solca, Bucovina). YouTube. Peasantartcraft.{{cite web}}:  Обслуговування CS1: Сторінки з параметром url-status, але без параметра archive-url (посилання)
- Enache Manole. Ancient Craftsmanship! Traditional Alphorns With Old Hand Tools (Spulber, Vrancea, Moldova). YouTube (рум.). Peasantartcraft.{{cite web}}:  Обслуговування CS1: Сторінки з параметром url-status, але без параметра archive-url (посилання)